# 291 (numero)
Duecentonovantuno (291) è il numero naturale dopo il 290 e prima del 292.

## Proprietà matematiche
- È un numero dispari.
- È un numero composto con 4 divisori: 1, 3, 97, 291. Poiché la somma dei suoi divisori (escluso il numero stesso) è 101 < 291, è un numero difettivo.
- È un numero semiprimo.
- È parte delle terne pitagoriche (195, 216, 291), (291, 388, 485), (291, 4700, 4709), (291, 14112, 14115), (291, 42340, 42341).
- È un numero palindromo nel sistema di numerazione posizionale a base 9 (353).
- È un numero felice.
- È un numero congruente.

## Astronomia
- 291P/NEAT è una cometa periodica del sistema solare.
- 291 Alice è un asteroide della fascia principale del sistema solare.

## Astronautica
- Cosmos 291 è un satellite artificiale russo.